# Pogácsás Tibor
Pogácsás Tibor (Budapest, 1964. április 4. –) magyar politikus, mérnök, tanár.

## Tanulmányai
1985-ben a győri Közlekedési és Távközlési Műszaki Főiskolán szerzett vasútgépész-üzemmérnöki, majd 1993-ban a Budapesti Műszaki és Gazdaságtudományi Egyetem Természet- és Társadalomtudományi Karán műszaki tanári diplomát.

## Pályafutása
1985-ben került a MÁV-hoz, ahol mérnökgyakornokként állt munkába. 1987 és 1998 között a monori Szterényi József Szakközépiskola és Szakmunkásképző Intézetben mint mérnök-tanár dolgozott. 1994-1998 között Monor város alpolgármestere volt, majd 1998-ban megválasztották a város polgármesterévé. 1994-1998 és 2006-2010 között tagja volt a Pest Megyei Önkormányzat közgyűlésének, 1998 és 2006 között és 2010-től a Fidesz parlamenti képviselője. 2014 májusában az Országgyűlés jegyzője lett, 2014. június 15-től pedig a Belügyminisztérium önkormányzati államtitkáraként tevékenykedik.